# Elatostema calophyllum
Elatostema calophyllum är en nässelväxtart som beskrevs av Rechinger. Elatostema calophyllum ingår i släktet Elatostema och familjen nässelväxter. Inga underarter finns listade i Catalogue of Life.